# La blanca Paloma
La blanca Paloma es una película española de drama estrenada en 1942, dirigida por Claudio de la Torre y protagonizada en los papeles principales por Juanita Reina y Tony D'Algy.
Está basada en "La virgen del Rocío ya entró en Triana", novela póstuma del escritor Alejandro Pérez Lugín, adaptada también por José Gutiérrez Maesso en Sucedió en Sevilla (1954) y por Rafael Gil en Camino del Rocío (1966).

## Sinopsis
Doña Martina y Don Fernando dirigen el negocio de su difunto marido. Su hijo Alberto es un joven consentido, amante de la juerga e incapaz de aceptar las constantes negativas de Esperanza, la hermosa hija del socio de su madre.

## Reparto
- Juanita Reina - Esperanza
- Tony D'Algy - Juan Antonio
- Antonio Huelves - Alberto
- José Portes - Don Fernando
- Dolores Bremón - Tita Pasión
- Eloísa Mariscal - Doña Martina
- Isabel Urcola - Setefilla
- Josefina de la Torre - Enfermera
- Narciso Ojeda - Tachuelita
- Rafael Ragel - Ponciles
- Félix Fernández - Licenciado
- José Andrés Vázquez - Don Ricardo